# Liskamm
Le Liskamm (ou Lyskamm) est une montagne des Alpes valaisannes à l'est du Cervin et à l'ouest du Mont Rose sur la frontière italo-suisse entre le Valais et la Vallée d'Aoste. Il a un sommet oriental (4 527 ou 4 533 m, 8e sommet alpin) et un sommet occidental (4 477 ou 4 479 m, 11e sommet alpin). Le Liskamm a été parfois surnommé le « mangeur d'homme » à cause des séries de tragédies qui se sont déroulées sur ses arêtes. Ces deux sommets, reliés par une arête longue de deux kilomètres à 4 450 m d'altitude en moyenne, peuvent être faits dans une même course.
La première ascension a été réalisée le 19 août 1861 par William Edward Hall, Jean-Pierre Cachat, Peter Perren, Josef-Marie Perren, J.F. Hardy, J.A. Hudson, C.H. Pilkington, A.C. Ramsay, T. Rennison, F. Sibson, R.M. Stephenson, Franz Josef Lochmatter (1825-1897),, Karl Herr et Stefan Zumtaugwald.

## Géographie

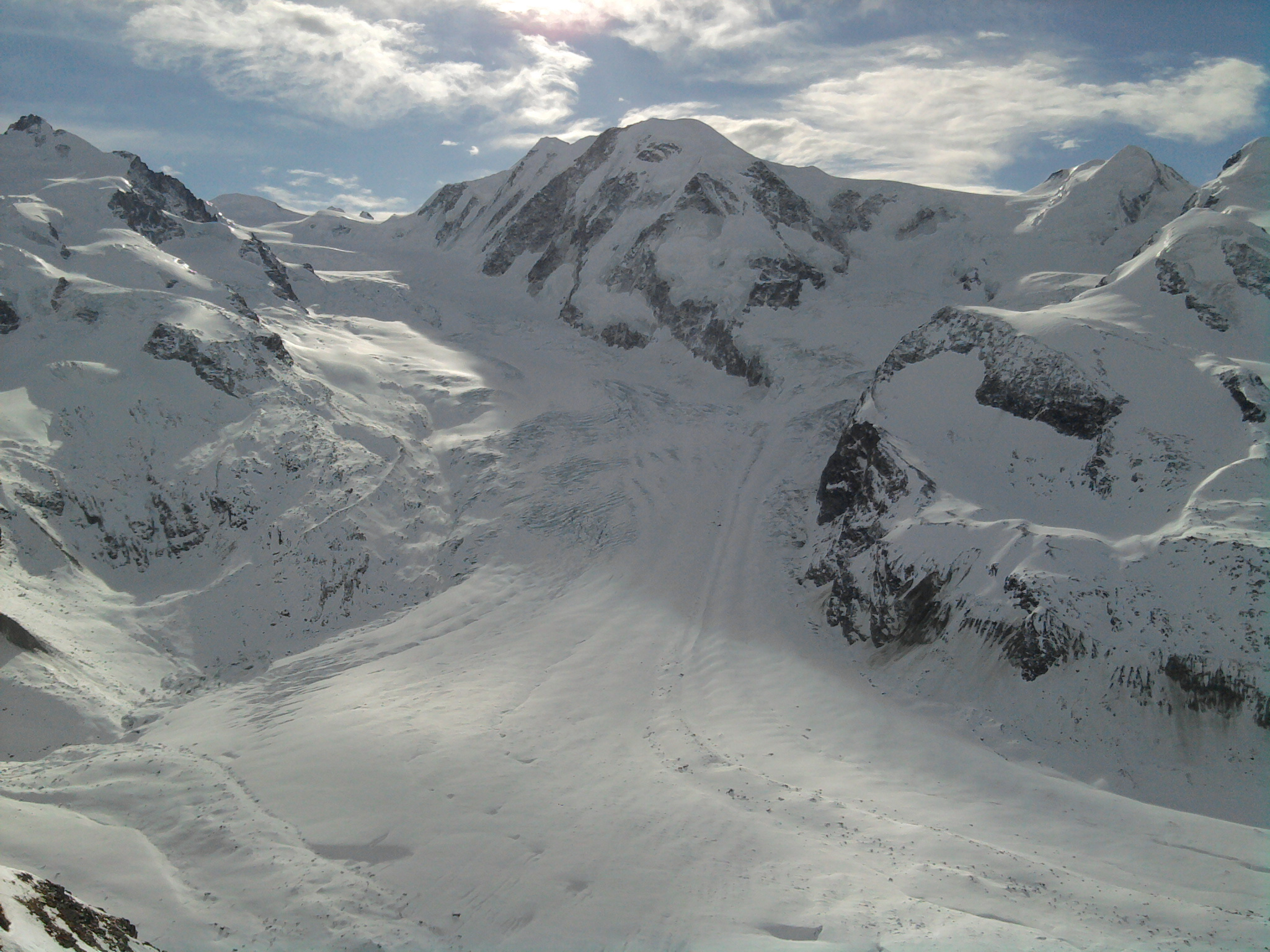
Vue du Liskamm et du Grenzgletscher depuis le Gornergrat.

À cause de sa proéminence modeste de 376 mètres, le Dufourspitze étant seulement 107 mètres plus haut et tout proche, le Liskamm est parfois considéré comme faisant partie du mont Rose. Mais, visuellement, le Liskamm est une montagne imposante, composée de deux sommets principaux : le Liskamm oriental et le Liskamm occidental, séparés par une arête de deux kilomètres de long. Cette arête constitue la frontière entre le canton suisse du Valais au nord et la région italienne de la Vallée d'Aoste au sud.
La face septentrionale de la montagne est un mur impressionnant couvert de glace sur plus de 1 200 m de hauteur, qui domine le glacier du Gorner. Le versant le moins abrupt est situé au sud et monte seulement de quelque cent mètres au-dessus du glacier du Lys (Italie).
Les puissants vents de nord-est soufflant en altitude déposent régulièrement de la neige ce qui fabrique d'impressionnantes corniches qui surplombent le versant sud. Les vents du sud creusent ces corniches, ce qui les rend très fragiles.

## Histoire
Le sommet oriental, le plus haut des deux, a été gravi pour la première fois en 1861 par l'arête, par une équipe de 14 hommes, huit Anglais et six guides suisses, menée par J. F. Robuste et incluant William Edward Hall. Les autres Anglais étaient A. C. Ramsey, F. Sibson, T. Rennison, J. A. Hudson, C. H. Pilkington et R. M. Stephenson. Les guides étaient J.-P. Cachet, F.J. Lochmatter, K. Herr, S. Zumtaugwald, P. et J.-M. Perren.
Les deux sommets ont été escaladés par l'arête qui les relie, et ont été traversés trois ans plus tard par Leslie Stephen, Edward Buxton, Jakob Anderegg et Franz Biener.
La première tentative d'ascension par l'imposante face Nord-Est a été réalisée en 1880 par les frères Kalbermatten. Ils ont été pris dans une avalanche en bas du glacier mais en ont réchappé. Le 9 août 1890, L. Normand-Neruda avec les guides Christian Klucker et J. Reinstadler étaient les premiers à atteindre le sommet oriental par le versant Nord, désormais appelé « parcours Normand-Neruda ». La première hivernale de cet itinéraire a été réussie le 11 mars 1956 par une cordée composée des guides ayassins Jean-Charles Fosson et Olivier Frachey.
En 1907, Geoffrey Winthrop et son guide ont traversé intégralement l'arête deux fois de suite. Winthorp voulait traverser l'arête du Nordend au Breithorn. Ils partent de Riffelalp à minuit et finissent par la traversée du mont Rose vers midi. Mais, après le traversée du Liskamm et de la Salière, le guide est épuisé. Winthorp, très déçu, fait demi-tour en traversant l'arête du Liskamm une seconde fois. Il souhaite même pousser jusqu'au Nordend mais son guide refuse de prolonger l'ascension.

### Ascensions notables
- 1982 - Première ascension de la face Nord par Patrick Gabarrou, Grassi et Stata.
- 1993 - Première ascension hivernale de la face Nord par Stéphane Albasini et Christian Portmann le 5 février[8].

## Voie d'accès

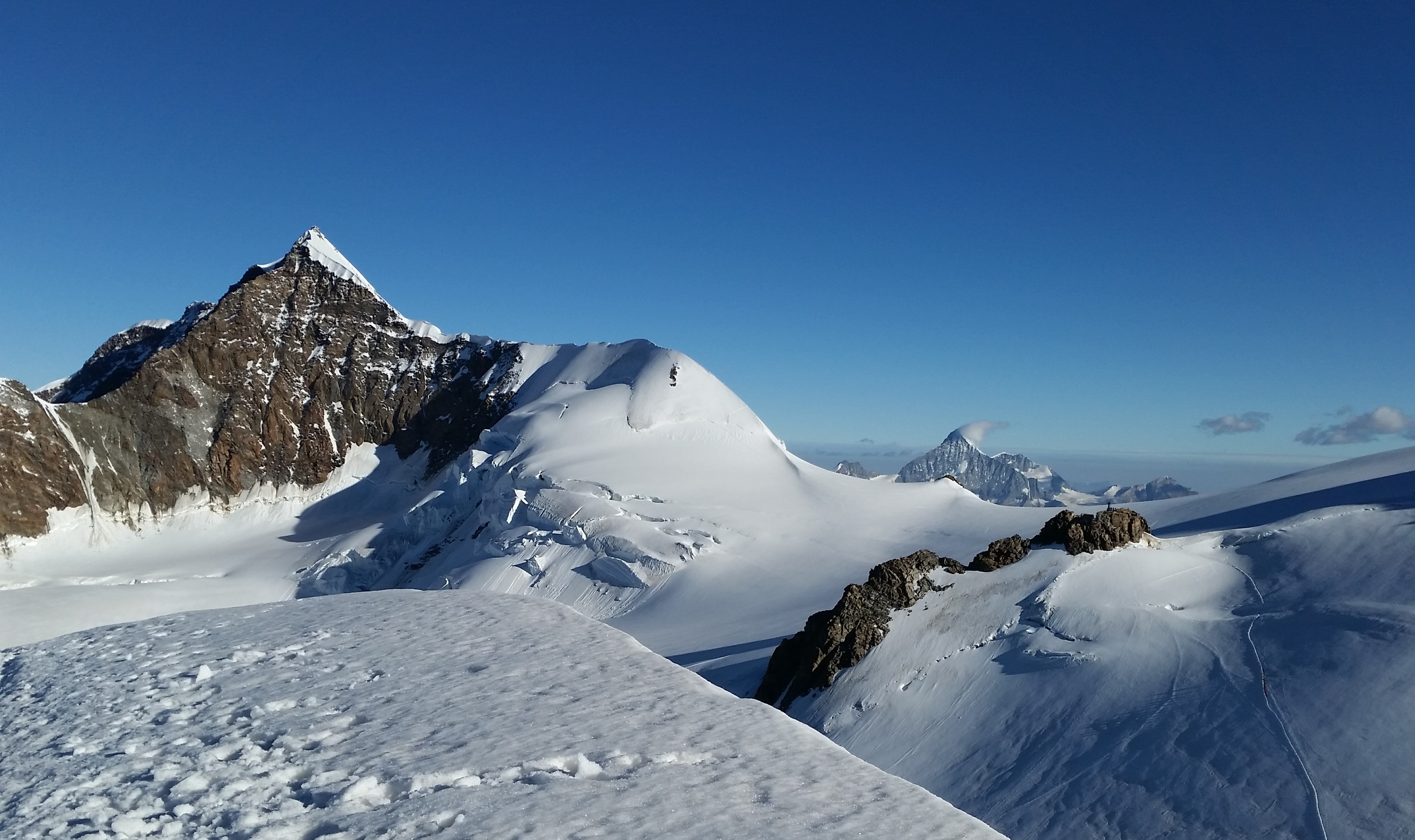
Vue du Liskamm depuis le sommet de la Pyramide Vincent.

La voie normale commence au Lysjoch, accessible par la cabane Giovanni Gnifetti (3 648 m) ou par la cabane du Mont-Rose (2 882 m). La voie suit le parcours pris par les premiers ascensionnistes.
La montagne est souvent gravie par la traversée des deux sommets (AD). Elle passe le long d'une arête étroite, enneigée, avec quelques parties rocheuses et des petits ressauts. Dans de bonnes conditions, ce parcours est assez facile ; cependant, avec de mauvaises conditions de neige et/ou une mauvaise visibilité, les nombreuses corniches de l'arête peuvent s'avérer dangereuses, principalement sur son tombant méridional.